# Kroatisch-Bosniakse Oorlog
De Kroatisch-Bosniakse Oorlog duurde van 19 juni 1992 tot 23 februari 1994 en was een conflict tussen Bosnië en Herzegovina en de zelfuitgeroepen Kroatische Republiek Herceg-Bosna die werd ondersteund door Kroatië. De oorlog wordt vaak gezien als een oorlog binnen een oorlog, waarbij het deel uitmaakte van de grotere Bosnische Burgeroorlog.

## Achtergrond
Tijdens de oorlogen in Joegoslavië werden de separatistische doelstellingen van nationalisten in Kroatië gedeeld door de Kroatische nationalisten in Bosnië en Herzegovina en kreeg de regeringspartij Kroatische Democratische Unie steeds meer greep op zijn tegenhanger in Bosnië en Herzegovina, onder andere met steun van Franjo Tuđman en Gojko Šušak.
Na de onafhankelijkheidsverklaring van Bosnië en Herzegovina, begonnen de Serviërs verschillende delen aan te vallen, waardoor de regering niet meer kon functioneren en de controle over het gehele gebied verloor. De Kroatische regering onder Franjo Tuđman stelde zich eveneens tot doel verschillende delen als zijnde Kroatisch zeker te stellen. Een ontmoeting tussen Tuđman en Slobodan Milošević over de vermeende verdeling van Bosnië en Herzegovina in maart 1991 zou bekend worden onder de bespreking van Karađorđevo.
Op 18 november 1991 riep de Kroatische tak in Bosnië en Herzegovina het Kroatische gebied Herzeg-Bosna uit als een onafhankelijke "politieke, culturele, economische en territoriale eenheid" binnen het territorium van Bosnië en Herzegovina.
Het Akkoord van Graz dat op 27 april 1992 werd gesloten, veroorzaakte sterke verdeling in de Kroatische gemeenschap en versterkte de separatistische groep, waardoor er spanningen ontstonden met de Bosniakken. Een vergeefse aanval op Gornji Vakuf en Novi Travnik vond plaats op 20 juni. De dood van Blaž Kraljević, leider van de Kroatische Territoriale Defensie in augustus 1992 door eenheden van de Kroatische Defensieraad zou vervolgens leiden tot een verzwakking van de gematigde Kroaten, die hoopten de Bosnische-Kroatische alliantie levend te houden.

## Uitbraak

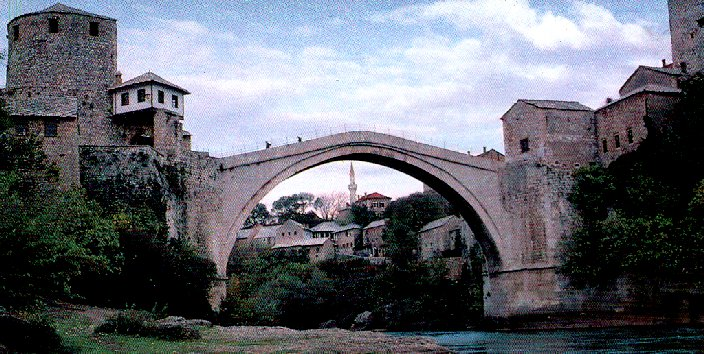
De brug Stari Most voordat hij werd verwoest

Op 8 januari 1993 pleegden de Serviërs een moordaanslag op de premier van Bosnië, Hakija Turajlić en op 15-16 mei verwierpen de Serviërs met 96% van de stemmen het Vance-Owenplan.
In oktober 1992 vielen Kroatische eenheden Bosniakken in Prozor aan, brandden huizen af en vermoordden burgers. Op januari 1993 vielen Kroatische eenheden Gornji Vakuf opnieuw aan met als doel Herzegovina met Centraal Bosnië te verbinden.
De campagne van de etnische zuivering in de vallei van Lašva tegen Bosniakse burgers werd gepland door de politieke en militaire leiders van de Kroatische Republiek Herceg-Bosna, tussen mei 1992 en maart 1993 op basis van de doelstellingen die de Kroatische nationalisten in november 1991 hadden gesteld. In april 1993 barstte de campagne in alle hevigheid los. De Bosniakken van de Lašvavallei kregen verschrikkingen te verduren als massamoord, verkrachtingen en opsluiting in concentratiekampen. Culturele en privaatrechtelijke eigendommen werden vernield. Dit werd vaak gevolgd door anti-Bosniakse propaganda, voornamelijk in de gebieden Vitez, Busovača, Novi Travnik en Kiseljak.
Kroatische symbolen, valuta en taal op scholen werden ingevoerd en Servische en Bosniakse bestuurders in de politiek en bedrijfsleven werden van hun posten verwijderd. Velen van hen werden afgevoerd naar de concentratiekampen Heliodrom, Dretelj, Gabela, Vojno en Šunje.
Mostar werd gedurende negen maanden door de Kroatische eenheden bestookt met granaataanvallen en veel van de historische stad werd vernield waaronder de brug Stari Most.
Het Bosnische leger lanceerde de Operatie Neretva '93 tegen de Kroatische Defensieraad en het Kroatisch grondleger in september 1993. Ook dit leger beging oorlogsmisdaden, nu tegen de Kroatische bevolking in de dorpen Grabovica en Uzdol, waarna het teruggeroepen werd door de Bosnische autoriteiten.

## Einde van de oorlog
De Kroatisch-Bosniakse Oorlog eindigde officieel op 23 februari 1994 toen de Commandant van de Kroatische Defensieraad, generaal Ante Roso, en de commandant van het Bosnische leger, generaal Rasim Delić, een staakt-het-vuren ondertekenden in Zagreb. In maart 1994 werd een vredesverdrag onder bemiddeling van de Verenigde Staten getekend tussen Kroatië en Bosnië en Herzegovina in Washington en Wenen, dat bekendstaat onder het Akkoord van Washington. Het verdrag voorzag erin dat het gebied werd onderverdeeld in tien autonome kantons die samen de Moslim-Kroatische Federatie van Bosnië en Herzegovina vormen.
Het Kroatische leiderschap werd gedaagd voor het Joegoslaviëtribunaal (onder hen Dario Kordić, Jadranko Prlić, Bruno Stojić, Slobodan Praljak, Milivoj Petković, Valentin Ćorić en Berislav Pušić) voor misdaden tegen de menselijkheid, grove schendingen van de Conventies van Genève en overtredingen tegen de wetten en gewoontes bij oorlogvoering te land uit Den Haag 1907 IV.
Sloveense Oorlog (1991) · Kroatische Oorlog (1991-95) · Bosnische Burgeroorlog (1992-95) · Kroatisch-Bosniakse Oorlog (1992-94) · Kosovo-oorlog (1998-99) · Operatie Allied Force (1999) · Conflict in de Preševo-vallei (2001) · Macedonisch conflict (2001)